# Музика в облозі
«Музика в облозі» — дебютний авторський мініальбом українського джазового трубача і композитора Володимира Балаби, написаний за ідеєю та драматургією Галини Дуб. Альбом присвячується місту-герою Чернігову, його жителям і захисникам.

## Передісторія
Ідея альбому є  творчою рефлексією на трагічні події російського вторгнення в Україну 2022 року та безпосредньо переживання періоду облоги міста Чернігова. Більшість музикантів-виконавців альбому є чернігівцями і перебували у місті в той час, тому відчули і запам'ятали як це було. Музика розкриває становище людини в оточеному місті, відрізаному від електрики, води, тепла, зв'язку, та відображає внутрішній світ, куди поринає герой у спробах зберегти себе морально та психічно. Альбом складається із п'яти композицій, які хронологічно проводять слухача ланцюгом подій: від затишного вечора напередодні війни, через напружені тижні облоги, обстрілів та спроб психологічно вистояти, до внутрішнього супротиву. Альбом є концептуальним, назви композицій подані у вигляді щоденникових записів, у яких закарбовані важливі дати.
Перший трек (23.02.22) символізує останній мирний день перед війною, в другому (24.02.22) відображені звістки про початок війни та спроби усвідомити, прийняти нову реальність. Третій трек є найбільш драматичним і концентрує в музиці переживання постійних обстрілів та бомбардувань міста, коли межі реальності стираються від оточуючого жаху та невідомості. Адже через відсутність зв'язку та електрики подекуди навіть не працювали сповіщення повітряної тривоги і не було новин про те, що відбувається загалом в Україні. Активні бомбардування велися кілька тижнів, але найбільш драматичною стала обрана дата (03.03.22). В цей день російські війська здійснили серію обстрілів багатоповерхівок та приватних будинків у різних районах міста. Постраждало багато мирних жителів, зокрема ті, хто стояв у черзі за хлібом. Російська авіація також атакувала дві школи, внаслідок удару по школі № 18 загинув чемпіон України з кікбоксингу, срібний призер Кубка світу Євген Звонок. Через обстріл та влучання в нафтобазу розпочалася пожежа. Четверта композиція (27.03.22) датована днем, коли пройшов один з перших весняних дощів, а мешканці буквально збирали дощову воду для власних потреб.  Дощ був рятівним в прямому та переносному сенсі, як символ оновлення, омивання. Також під час дощу обстріли були менш активними. Після зняття блокади та початку відступу військ ворога українська армія вийшла на державний кордон Чернігівської області, що зафіксовано в останній даті (04.04.22).
Звукова картина альбому поєднує гру ансамблю музикантів, електроніку та звуки оточуючої реальності для більш глибокого занурення в атмосферу. Більшість звуків була записана наживо, в тому числі прильоти та вибухи ракет, крапання дощу. Робота над альбомом здійснювалася в Чернігові, в умовах затяжної відсутності електропостачання та частих повітряних тривог.
Також, при створенні були використані акустичні записи звуків воєнної реальності (Денис Васильєв «Barabanza» — проєкт «Звуки війни») та фрагменти новинних повідомлень «Українського радіо» та YouTube-каналу «Суспільне Новини».
Проєкт було реалізовано за підтримки Українського культурного фонду та стипендії Goethe-Institut для екстреної допомоги українським діячам культури.

## Список композицій
| №  | Назва                                  | Пов'язана подія                                                                   | Автор музики                 | Тривалість |
| -- | -------------------------------------- | --------------------------------------------------------------------------------- | ---------------------------- | ---------- |
| 1. | 23.02.22 Вечірній спомин…              | Переддень повномасштабного вторгнення Росії                                       | Володимир Балаба             | 06:21      |
| 2. | 24.02.22 Так тріщить майбутнє.         | Початок повномасштабного вторгнення російської армії                              | Володимир Балаба             | 04:50      |
| 3. | 03.03.22 Закапсульований у болю,       | Бомбардування з літаків житлового масиву в центрі Чернігова                       | Володимир Балаба             | 04:14      |
| 4. | 27.03.22 Напоєний дощем,               | В місті не працює система водопостачання — люди збирають дощову воду              | Володимир Балаба             | 04:26      |
| 5. | 04.04.22 Серед попелу я квіти пророщу. | Звільнення Чернігівської області від російських військ, місто почали відновлювати | Володимир Балаба, Галина Дуб | 06:24      |

## Команда проєкту
- Галина Дуб — авторка ідеї, драматургії, продюсерка.
- Володимир Балаба — композитор, труба, флюгельгорн.
- Сергій Галамага — звукорежисер, гітара
- Олег Богуш — фортепіано.
- Микита Гірня — бас-кларнет.
- Костянтин Іоненко — контрабас.
- Данило Корінь — ударні.
- Антон Стук — електроніка.
- Ольга Коломієць — художниця[2].

## Відеоверсія
25 березня 2023 року в ефірі регіональних філій Суспільного мовлення відбулася прем'єра відеоверсії альбому, створена у співпраці з командою Суспільне: Чернігів, а 26 березня відбулася прем'єра на YouTube. У візуальному оформленні використано ілюстрації художниці Ольги Коломієць, а також зображення, згенеровані режисерами за допомогою програм штучного інтелекту Stable Diffusion та Midjourney. Зйомки відбувалися на сцені Чернігівского обласного філармонійного центру.